# Bembèrèkè
Bembèrèkè é uma vila, arrondissement, e comuna localizado no Borgou (departamento) do Benim. A comuna abrange uma área de 3348 quilômetros quadrados e a partir de 2012 tinha uma população de 31.101 pessoas.